# Ligue européenne de hockey
La Ligue européenne de hockey ou EHL était une compétition annuelle de hockey sur glace  entre clubs européens organisée par la Fédération internationale de hockey sur glace (IIHF).

## Historique
Elle est créée en 1996 en remplacement de la Coupe d'Europe, le format "ligue" permettant d'augmenter le nombre de participants. La dernière édition de la Coupe d'Europe se déroule en parallèle lors de la saison 1996-1997 et ainsi seuls les clubs de Luleå HF et du Jokerit Helsinki sont les champions nationaux participant à l'EHL pour la saison inaugurale.
En 2000, après 4 éditions, l'IIHF cesse d'organiser l'EHL, après un tournoi certes réussi mais un abandon programmé de la compétition des clubs suédois et le sous-entendu des finlandais de les imiter. La coupe d'Europe renaitra d'abord en 2005, et en 2008, l'IIHF relancera une ligue européenne avec la Ligue des Champions de hockey sur glace.

## Palmarès
| Numéro | Édition | Vainqueur               | Finaliste     | Score |
| ------ | ------- | ----------------------- | ------------- | ----- |
| 1      | 1997    | TPS Turku               | Dinamo Moscou | 5 - 2 |
| 2      | 1998    | VEU Feldkirch           | Dinamo Moscou | 5 - 3 |
| 3      | 1999    | Metallourg Magnitogorsk | Dinamo Moscou | 2 - 1 |
| 4      | 2000    | Metallourg Magnitogorsk | Sparta Prague | 2 - 0 |